# Данијел Мајсторовић
Данијел Мајсторовић (рођен 5. априла 1977. у Малмеу, Шведска) је бивши шведски фудбалер и репрезентативац Шведске српске националности. У мају 2008. је потписао уговор са грчким АЕК Атином . Играо је у одбрани и висок је 1,90 m. Тренутно је спортски директор клуба Бромапојкарна.